# Bushiella kofiadii
Bushiella kofiadii är en ringmaskart som först beskrevs av Rzhavsky 1988.  Bushiella kofiadii ingår i släktet Bushiella och familjen Serpulidae. Arten har ej påträffats i Sverige. Inga underarter finns listade i Catalogue of Life.